# Alexander Kamp
Alexander Kamp (danès: Alexander Kamp Egested)  (Køge, 14 de desembre de 1993) és un ciclista danès professional des del 2012. Actualment corre a l'equip Tudor Pro Cycling Team. El 2016 i 2022 es va proclamar campió nacional en ruta.

## Palmarès
- 2009
  - Medalla d'or a la prova en ruta del Festival olímpic de la joventut europea
- 2010
  - Vencedor d'una etapa del Lieja-La Gleize
- 2011
  - 1r a la Lieja-La Gleize i vencedor d'una etapa
  - 1r als Tres dies d'Axel i vencedor d'una etapa
- 2013
  - 1r al Gran Premi de la vila de Nogent-sur-Oise
- 2015
  - 1r a la Skive-Løbet
  - 1r al Gran Premi Horsens
- 2016
  -  Campió de Dinamarca en ruta
  - 1r al Gran Premi Horsens
- 2017
  - 1r al Tour de Loir i Cher i vencedor d'una etapa
  - Vencedor d'una etapa de la Volta a Rodes
- 2018
  - 1r al Sundvolden GP
  - 1r al Lillehammer GP
  - Vencedor d'una etapa a la Volta a Noruega
- 2019
  - 1r al Circuit de les Ardenes i vencedor d'una etapa
  - Vencedor d'una etapa al Tour de Yorkshire
- 2022
  -  Campió de Dinamarca en ruta
- 2023
  - 1r a la Région Pays de la Loire Tour

### Resultats a la Volta a Espanya
- 2020. Abandona (14a etapa)